# Preietto di Clermont
Preietto (Alvernia, VII secolo – Volvic, 25 gennaio 676) è stato il 25º vescovo dell'Alvernia nel VII secolo, venerato come santo dalla Chiesa cattolica assieme al laico Amarino.
È ricordato nel Martirologio Romano assieme a Sant'Amarino, con cui condivise il martirio.

## Biografia
Di san Preietto esiste una Vita, scritta da un contemporaneo, forse monaco di Volvic, che è stata rivalutata, per il suo valore storico, dagli studi di Bruno Krusch.
Nato in Alvernia da una famiglia di origine romana, ricevette la sua prima educazione nell'abbazia di Issoire e poi fu mandato a corte ed affidato alle cure dell'arcidiacono Genesio. Quando questi fu eletto vescovo dell'Alvernia, verso la metà del VII secolo, Preietto ne divenne il consigliere personale. Secondo i cataloghi episcopali di Clermont, dopo la morte di Genesio seguirono altri 3 vescovi, Gyroindo, Felice e Garivaldo, il cui episcopato durò ben poco; infatti, all'epoca del re Childerico II di Austrasia (663-675), Preietto fu chiamato a reggere la cattedra dell'Alvernia.
Secondo il suo biografo, Preietto si distinse per aver edificato diversi monasteri femminili, e per aver scritto una vita di Sant'Austremonio, che tuttavia non ci è stata conservata.
Nel corso del suo episcopato, Preietto entrò in conflitto con il conte Ettore di Marsiglia, parente di uno dei donatori del santo, che calunniò il vescovo per un presunto torto subito; il vescovo si vide costretto a recarsi dal re, durante la Pasqua del 675, per difendere il suo operato; il conte fu riconosciuto colpevole, venne arrestato e giustiziato. La sua famiglia tuttavia mise in atto un'azione vendicativa che portò all'uccisione di Preietto e di Amarino, che era uno dei miracolati del santo, e che era stato con lui nell'incontro col re. Questo fatto avvenne il 25 gennaio, presumibilmente del 676, nei pressi di Volvic.

## Culto
Preietto e Amarino furono subito riconosciuti come martiri, titolo sancito da Avito II, successore di Preietto sulla cattedra dell'Alvernia, che costruì un monastero sulla tomba dei due santi. Reliquie di San Preietto furono traslate in diverse parti della Francia, in particolare in Borgogna ed in Alsazia. Ai nomi dei due santi il Du Saussauye nel XVI secolo aggiunse anche quello di Elpidio, la cui origine è tuttavia conosciuta.
I santi Preietto e Amarino furono inseriti dal Baronio nel Martirologio Romano alla data del 25 gennaio. L'odierno martirologio, riformato a norma dei decreti del Concilio Vaticano II, ricorda i due santi con queste parole:

## Nome
Nelle fonti storiche e in quelle recenti, sono diverse le varianti del nome di questo santo. In latino sono due le forme attestate, Praeiectus e Proiectus, da cui le traduzioni in lingua italiana di Preietto e Proietto. La prima forma è quella prevalente ed è utilizzata, per esempio, dagli Acta Sanctorum, dal Martirologio Romano, dal Dictionnaire d'archéologie chrétienne et de liturgie e da Louis Duchesne. La forma Proiectus è invece adottata dalla Bibliotheca Sanctorum.
Nelle tradizioni liturgiche e cultuali in lingua francese le varianti del nome sono numerose, tra queste quelle di Projet, Préjet, Priest, Prix e Prist.